# João Lavrador
João Evangelista Pimentel Lavrador (ur. 18 lutego 1956 w Seixo de Mira) – portugalski duchowny rzymskokatolicki, biskup Viana do Castelo od 2021.

## Życiorys
Święcenia kapłańskie otrzymał 14 czerwca 1981 i został inkardynowany do diecezji Coimbra. Był m.in. sekretarzem Rady Kapłańskiej, rektorem seminarium i instytutu diecezjalnego oraz prowikariuszem generalnym diecezji.
7 maja 2008 papież Benedykt XVI mianował go biskupem pomocniczym Porto, ze stolicą tytularną Luperciana. Sakry biskupiej udzielił mu 29 czerwca 2008 bp Albino Mamede Cleto.
29 września 2015 papież Franciszek mianował go biskupem koadiutorem diecezji Angra. Rządy w diecezji objął 15 marca 2016, po przejściu na emeryturę poprzednika.
21 września 2021 został przeniesiony na urząd biskupa siecezjalnego Viana do Castelo.